# キタサンブラック
キタサンブラック（欧字名:Kitasan Black、2012年3月10日 - ）は日本の競走馬・種牡馬。
2016年度と2017年度のJRA賞年度代表馬および最優秀4歳以上牡馬。菊花賞、天皇賞（春・秋）、ジャパンカップ、有馬記念を制した日本中央競馬会（JRA）の顕彰馬。春の天皇賞ではコースレコードを持つ。演歌歌手の北島三郎が所有したことでも知られる。

## 概要
北海道日高町のヤナガワ牧場で生産された父ブラックタイドの牡馬である。「キタサン」の冠名を用いる国民的演歌歌手の北島三郎が所有し、栗東トレーニングセンターの清水久詞が調教を担った。キャリア前半は北村宏司、後半は武豊が主戦騎手を務めたほか、後藤浩輝や浜中俊、横山典弘も騎乗した。主に逃げ先行策から押し切る戦法で優勝を積み重ねた。
2015年1月にデビュー、無傷の3連勝で重賞を優勝、クラシック競走に追加登録を行った。春の二冠はいずれも敗れ逃したが、秋の最終戦・菊花賞で戴冠を果たした。
2016年、GI2勝を含む重賞3勝に加え年間の出走機会すべてを3着以内として、この年のJRA賞年度代表馬および最優秀4歳以上牡馬を受賞した。
2017年、GI昇格初年度の大阪杯を優勝、続く天皇賞（春）ではレコードタイムで優勝した。天皇賞（秋）を優勝して天皇賞春秋連覇を成し遂げる。引退レースと定めた有馬記念を優勝、史上最多タイとなるJRAGI7勝に到達。
競走馬引退後は、種牡馬として供用され重賞優勝産駒を輩出。2023年ワールドベストレースホースのイクイノックス、皐月賞を優勝したソールオリエンス、東京優駿（日本ダービー）を優勝したクロワデュノール、の父として知られる。

## デビューまで

### 牧場時代
キタサンブラックは2012年3月10日、北海道日高町のヤナガワ牧場にてブラックタイドの4年目産駒、シュガーハートの3番仔として誕生した。キタサンブラックは、生後立ち上がった直後から高評価だった。骨量に富み、バランスの良い馬体の持ち主だった。牧場ではけがや病気に見舞われることなく順調で、良い出来に成長していた。
キタサンブラックはこの年にヤナガワ牧場で生産された牡馬の中でアレスバローズに次ぐ2番目の評価を得ていたが、活躍馬に乏しい牝系に属するために、ヤナガワ牧場代表の梁川正晋は活躍を保証する自信がなく、牧場を訪れる調教師や馬主などにキタサンブラックをたやすく薦めることができなかった。なかなか売り手がつかないことから牧場と馬主の共同名義で競走馬としてデビューさせようと考えていた。
その後、ヤナガワ牧場と約半世紀の付き合いがあるという北島三郎が「顔が二枚目。僕とよく似ている」「目も顔も男前で惚れた」という理由で350万円で購入した。
キタサンブラックはトラブルに見舞われることなく離乳し、そして1歳秋まで牧場で育てられた。当歳の頃から夜間放牧をこなしていた。体高があって脚が長く、ヤナガワ牧場の会長夫人はその体形を1996年菊花賞優勝馬ダンスインザダークに似ていると評していた。

### 育成段階
1歳秋の11月12日に北海道新冠町の日高軽種馬共同育成公社に移動して育成が施された。育成公社では母親の名前で呼称されており、キタサンブラック（シュガーハートの2012）はシュガーハート、略してシュガーと呼ばれて、育成公社の6番厩舎に割り当てられた。夏から入厩する馬もいる中で、同期の中では調教は最も遅いグループだった。脚が長い体形、体高が高く後肢が充実していないために、脚元への負荷には細心の注意が払われた。長く馴致をするなど、時間をかけて錬成された。1歳の頃、要請を受けた調教師清水久詞が検分に訪れていた。初対面では、活躍馬になる予感はなかったという。
2歳となった1月半ばから調教が開始され、歩様の乱れや発熱などなく、治療も一切ないまま健康に過ごし順調に育成されていた。問題児ではなかったため、スタッフによればむしろ「印象が薄かった」とも回顧している。また担当者によれば「いつも寝てる」馬だった。
育成公社で過ごした1年間の間に成長し、体高は164センチメートルから170センチメートルに伸び、体重は484キログラムから544キログラムに、胸囲は183センチメートルから190センチメートルにまで増大していた。ただ体高があって奥手だったために筋肉が未熟だった。育成公社副場長の佐々木譲次はまだ「1勝、2勝はできる」という評価で、大活躍の予感はなかった。
育成公社を巣立った本馬は本州に入り、2歳11月16日に京都府宇治田原町の宇治田原優駿ステーブルに入厩した。入厩するまでに北島は、本馬に冠名のキタサンと父ブラックタイドの一部のブラックを組み合わせてキタサンブラックと命名した。キタサンブラックは、宇治田原のスタッフにはブラックと呼ばれていた。
本馬には、宇治田原でも成長に寄り添った調教が施された。当初の見立てでは仕上がりには時間がかかると思われていたが、その見立てよりも早いペースで成長した。当初は2014年暮れ、2歳末か2015年明け、3歳初めに清水厩舎に入厩する見立てだった。しかし清水厩舎の馬房が空いていたため、前倒しでの入厩となった。宇治田原の担当田辺滋久は、調教を見て「2、3勝できる」馬という認識だった。

### デビュー直前

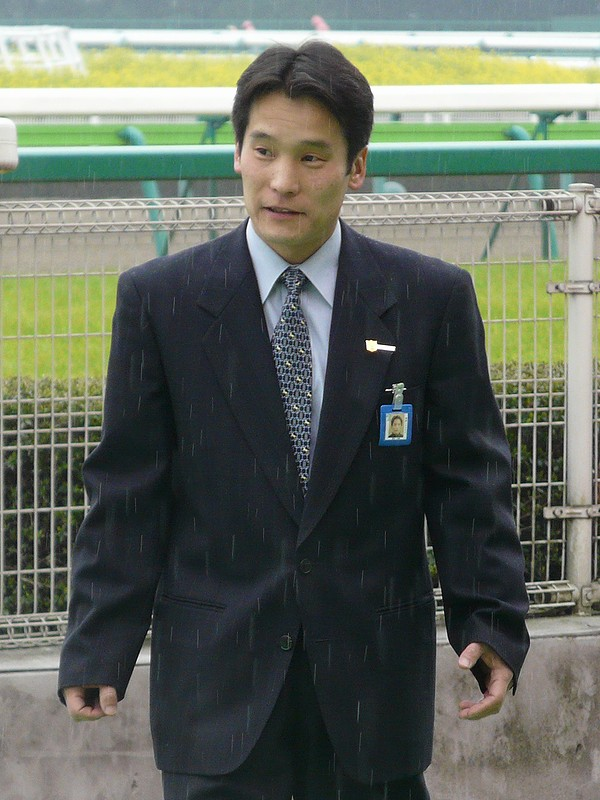
清水久詞（2010年）

キタサンブラックは、2014年、2歳12月17日に栗東トレーニングセンターの清水厩舎に入厩した。そして翌18日から坂路調教が開始された。厩舎では、辻田義幸が厩務員を担った。また調教には、現役騎手の黒岩悠が携わっていた。キタサンブラックは、動きこそ手応えを感じさせるものの、まだ筋肉がついていなかった。そのため本格化は、かなり先であると考えられていた。黒岩は当初、成長は3歳夏頃になると感じ取っていた。

## 3歳（2015年）
1月31日の3歳新馬戦 (東京競馬場、芝1800m)でデビュー。超スローペースとなったレースを直線で差し切り勝利を挙げた。
続いて、2月22日の3歳500万下戦（東京競馬場、芝2000m）に出走。新馬戦に騎乗した後藤浩輝から、以降武豊に乗り替わるまで主戦となる北村宏司が騎乗した。14頭立ての9番人気という低評価だったが、2番手追走から直線で抜け出しサトノラーゼンに3馬身差をつけ連勝した。

### スプリングステークス
3月22日、皐月賞トライアル・スプリングステークスで重賞に初挑戦。4頭の重賞馬（ダノンプラチナ、リアルスティール、ベルーフ、ミュゼスルタン）が出走したレースをクビ差で勝利し無敗の3連勝を飾った。この勝利により皐月賞への優先出走権を得たほか、ブラックタイドとの父子制覇を果たした。
陣営は、キタサンブラックは大型馬であり本格化に時間が掛かると考えていたことからデビュー時点でクラシック登録をしていなかった。しかし、皐月賞の優先出走権を得たことでオーナー北島三郎の決断により追加登録料200万円を支払い、クラシック戦線に進出することとなった。

### 皐月賞
4月19日の皐月賞に出走。主戦の北村が騎乗停止のため浜中俊を鞍上に迎えた。レース当日、北村は装鞍所を訪れて装鞍を手伝っていた。道中2番手追走から直線で一度は先頭に立ったがドゥラメンテとリアルスティールにかわされ3着となった。

### 東京優駿
5月31日の東京優駿に出走。パドックでは初めて二人引きを行うほどテンションが高かった。レースでは道中2番手で追走、直線でしかけ残り400mあたりまではミュゼエイリアンと並んで先頭に立っていたが後続に交わされ14着に敗れた。

### セントライト記念
9月21日に菊花賞トライアル・セントライト記念に出走。関西馬ながら適性と春の実績から遠征での参戦となった。夏場の休養を挟み、なかなかいいころに戻りきってくれない状態であったが、直線でミュゼエイリアンを3/4馬身退けて勝利し、菊花賞への優先出走権を得た。

### 菊花賞
10月25日の菊花賞に出走。母父が短距離に強いサクラバクシンオーだったことから距離の不安も囁かれ、5番人気と伏兵的な評価だった。レースではリアルスティールの追撃をクビ差振り切ってGI競走初優勝を果たした
。この勝利は、大野商事（北島三郎）の初めての中央競馬GI制覇であるほか、ヤナガワ牧場にとっても初めてのクラシック制覇となった。

### 有馬記念
ファン投票で3位に支持され12月27日の有馬記念に出走。主戦の北村が12月5日に落馬負傷したため横山典弘を鞍上に迎えた。4番人気で迎えたレースでは逃げる形となり、最後の直線でゴールドアクターとサウンズオブアースに差されたものの3着に粘った。

## 4歳（2016年）

### 産経大阪杯
4歳になったキタサンブラックは年内初戦として産経大阪杯に出走。主戦の北村は依然として負傷からの復帰が間に合うか微妙な状況であったことから、このレースでは武豊に乗り替わりとなり、以降新たな主戦騎手として手綱を取った。
レースではハナを奪うと前半1000m61秒1のスローペースで逃げ、最終直線でも粘りを見せて逃げ切りを図るもアンビシャスにゴール寸前で交わされ、クビ差の2着に終わった。

### 天皇賞（春）
天皇賞（春）では、前年の有馬記念優勝馬・ゴールドアクターに次いで2番人気に推された。レースでは内枠から好スタートを切ってすんなりハナを奪い、マイペースに持ち込んだ。序盤の1000メートルを61秒8で通過し、続く中盤の1000メートルを61秒7で通過。武が調節し緩急つけて誤魔化し、ラップタイム11秒12秒台で率いた。残り800メートルから、ラップを11秒台に引き上げてスパート。最後の直線残り100mでカレンミロティックに抜かれたが、序盤の巧みなペース配分が実を結び差し返してゴール。4cmのハナ差でキタサンブラックが1着となった

### 宝塚記念
宝塚記念に出走。ファン投票ではドゥラメンテを上回る最多得票（詳細はファン投票実施競走の投票結果）を得ていたが、当日はドゥラメンテに次ぐ2番人気となった。
スタートが切られると道中はハイペースで逃げを打ち、最後の直線でも粘り強く逃げ切ろうと仕掛けたが、外から猛追してきたマリアライトに交わされ、さらにゴール寸前でドゥラメンテにもハナ差で交わされてしまい3着に敗れた。

### 京都大賞典
秋は京都大賞典から始動。
競走生活12戦目にして初めて単勝1.8倍の1番人気に推されたキタサンブラックは、逃げを打つヤマカツライデンを見つつ2番手を追走し、残り300m地点付近で先頭に立つと追い上げてくるラブリーデイ、アドマイヤデウス、サウンズオブアースをクビ差封じ込めて勝利した。

### ジャパンカップ
続いてジャパンカップに出走。
開催3日前、東京地方には54年ぶりとなる11月の降雪があった影響で、スピードが出にくく、パワーの要求する馬場になっていた。
レースでは、最内枠から好スタートを切ると内柵から4、5頭分離れた荒れていないコースを確保しながら単騎逃げで最初の1000mを61秒7で通過。
馬場の良いところを確保したまま直線に向き、後続を引き付けながら残り300メートルからスパート。後続を再び引き離し、後方から追い込んでくるサウンズオブアースに2馬身半の着差をつけてGI3勝目となる勝利をあげた。
武豊は、接戦の勝利が多かったキタサンブラックが引き離して勝利したことに「ボクにとっても嬉しい意味での意外なもの」と回顧しており、ジャパンカップは「これまで乗ったなかで一番強いパフォーマンス（中略）一戦ごとにどんどん良くなっている（中略）春に比べると走り自体が力強くなっていて、精神面も含めて競走馬としての充実期に入った」と感じ取っていた。

### 有馬記念
年内最終戦は前年に引き続き有馬記念に出走。
マルターズアポジーが大逃げを打ち、キタサンブラックは離れた2番手を確保する。最終コーナー手前で大逃げのマルターズアポジーを捉えて先頭を奪取。ゴールドアクターやサトノダイヤモンドを引き連れながらスパートを開始するも、ゴール寸前に離れた外から末脚を伸ばしたサトノダイヤモンドにクビ差差し切られ2着に敗れた。
鞍上の武豊は「位置取りは想定通りだったが、サトノノブレスにつつかれてしまった」と振り返った。
オーナーの北島三郎は戦前「勝っても負けても『まつり』を歌う」と宣言しており、敗れはしたが約束通り当日の中山全レース終了後のイベントで『まつり』を熱唱した。

## 5歳（2017年）

### 大阪杯
年始からの放牧を経て、年内初戦に本年よりGIに昇格した大阪杯に前年と同じく出走。単勝オッズ2.4倍の1番人気となったキタサンブラックは戦歴より2000mが短い印象を持たれていた。さらに中距離戦において後続に足を使わせながら粘りこむタイプの逃げ馬との対決が少なかったため、苦戦が予想されていた。
スタートからマルターズアポジーが飛ばす一方で、キタサンブラックは主張せず3番手を確保する。
前半の1000メートルは59秒6と平均ペースであったが、逃げるマルターズアポジーは5、6馬身リードしていた。キタサンブラックは最終コーナー手前から進出し、ロードヴァンドールを捉えて2番手に浮上、ラスト1ハロンまでに先頭に躍り出ると、追撃するステファノスに4分の3馬身差をつけて決勝線を通過し、GIとなった大阪杯の初代王者に輝いた。

### 天皇賞（春）
続いて4月30日、天皇賞（春）に参戦する。
連覇を目指す舞台はサトノダイヤモンドとの2強対決が注目を集め、キタサンブラックが2.2倍の1番人気、サトノダイヤモンドが2.5倍の2番人気に推されていた。
2枠3番からスタートして先行、大外枠から飛ばして大逃げに持ち込むヤマカツライデンに前を譲り、離れた2番手を確保した。
ヤマカツライデンは序盤の1000メートルを58秒3、中盤の2000メートルを1分59秒7で通過する超ハイペースで大逃げを敢行していたが、2周目の第3コーナーで失速し後続との差が詰まっていく。
4コーナーでヤマカツライデンを交わし早くも先頭に立ったキタサンブラックは、直線では外から追い縋るシュヴァルグランやサトノダイヤモンドに前を明け渡さず、2着に入ったシュヴァルグランに1.1/4馬身差をつけて勝利、GI5勝目を挙げた。
勝ちタイムは3分12秒5で、2006年の第133回天皇賞（春）でディープインパクトが記録した3分13秒4のレコード記録を0.9秒塗り替えた。
この勝利によって同レース史上4頭目となる連覇を達成、また、本レースでは、1番人気に推された馬は2006年に前述したディープインパクトが勝って以来勝利から遠ざかっていたが、キタサンブラックの勝利で11年ぶりに1番人気馬が勝利した。

### 宝塚記念
春の中長距離古馬三冠達成を目指し、6月25日の宝塚記念に出走する。2009年のウオッカ以来8年ぶりとなる10万票以上を集めファン投票1位に支持されたキタサンブラックは、ライバルのサトノダイヤモンドが凱旋門賞に専念するため回避していたこともあり、単勝1.4倍の1番人気に支持された。
レースではまずまずのスタートを切り、道中は先行する前2頭を見ながら外目を追走。
向正面で外から並びかけたサトノクラウンにプレッシャーを与えられたキタサンブラックが動き、11秒台のラップを刻み続ける消耗戦となる。直線で先頭に立ったシャケトラの外からスパートするも、いつもの力強い走りができず後退。1着のサトノクラウンから8馬身離れた9着に敗れた。
陣営は、この凡走についてはっきりとした敗因を挙げることができなかった。軍土門隼夫は、馬場や展開、天皇賞（春）のレコード明け初戦の疲労など様々な要因が考えられることから「たぶん理由は複合していて、単純にこれだとは決められないのだ」と表している。この敗戦により、温めていた凱旋門賞参戦計画は立ち消えとなり、秋季は国内専念が決定した。

### 天皇賞（秋）
秋初戦は天皇賞（秋）に出走し勝利。GI6勝目を達成し、また史上5頭目となる天皇賞春秋連覇、さらに史上2頭目の天皇賞3勝を達成した。キタサンブラックはこのレースでの結果によって「道悪の鬼」の印象を決定付けた。

### ジャパンカップ

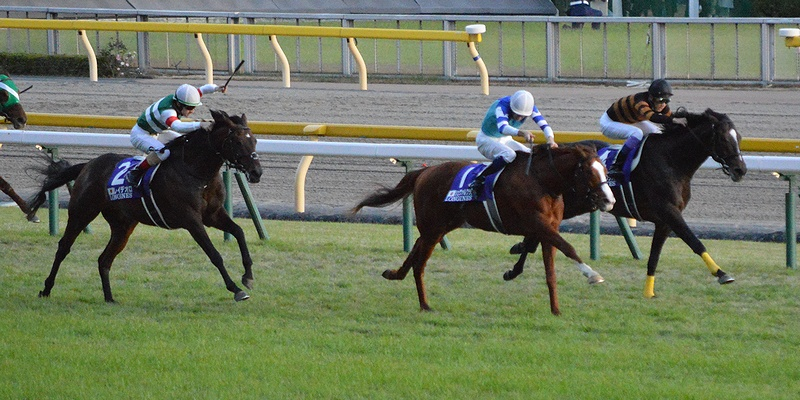
直線の攻防（右）逃げるキタサンブラック（黒帽）（中）シュヴァルグラン（白帽1番）（左）レイデオロ（白帽2番）

続いて11月26日に連覇のかかるジャパンカップに出走した。11月8日に武が落馬し膝の右膝内側側副靭帯を負傷していたが、ジャパンカップの前週に復帰を果たし乗り替わりは起きなかった。
2.1倍の1番人気で迎えたレースは、2枠4番から出遅れることなくスタートを切り、ハナを奪取して逃げを打つ。道中は緩みのないラップを刻んで逃げ、先頭を守ったまま最終コーナーを通過。直線ではしばらく独走していたが残り100メートル付近でシュヴァルグランに抜かれる。やや内にふらついたので武が左手に鞭を持ち替えて追うもゴール寸前でレイデオロにも差し切られ3着となった。
レース中に左前脚の蹄鉄が緩んだために、脚元がおぼつかなく、満足に走れなかったことが敗因であると考えられた。武は落鉄と敗戦の因果は不明とし、続けて「力負けとは思っていません」と回顧した。

### 有馬記念
引退レースとなる有馬記念に出走し勝利。
2017年当時の史上最多タイとなるJRAGI7勝目（後述）を挙げ、テイエムオペラオーを上回るJRA最多獲得賞金記録を樹立した。
有馬記念終了直後には、競馬場に居残る約5万人を前にして「お別れセレモニー」が行われた。そして翌2018年1月7日、京都競馬場の最終レース終了後、約1万8000人が見届ける引退式が行われた。GI勝利数「7」のゼッケンを着用し、天皇賞（春）とジャパンカップ、有馬記念で着用し優勝した白帽に勝負服姿の武が跨った姿が披露された。

## 種牡馬時代

### 供用
競走馬引退後は、北海道安平町の社台スタリオンステーションで種牡馬となった。社台グループ・ノーザンファームの吉田勝己は、2017年天皇賞（春）を日本レコードで制した直後に、オーナーサイドに種牡馬入りと社台スタリオンステーション入りの交渉を始めていた。北島は翌2018年の現役続行も考えていたが、吉田が説得に成功し、2017年末での引退と社台スタリオンステーション入りを勝ち取っていた。
所有権は大野商事が保持したままだが、種牡馬としての運営管理はシンジケートの形式が採用された。吉田を代表に大野商事、そして大手牧場や有力馬主、ヤナガワ牧場も参加した全60株、総額13億5000万円のシンジケートが結成された。
初年度は130頭と交配し、2年目は110頭、3年目には92頭と右肩下がりで二桁に落ち込み、4年目102頭に留まった。しかし初年度産駒が2021年夏から走り出して実績を積み上げると再評価されるようになり、5年目には178頭に増加した。これまで500万円が最高だった種付け料だったが6年目に跳ね上がり、大台の1000万円に到達した。値上げとなったがむしろさらに繁殖牝馬を集め、6年目は242頭に増加している。これを受けて、2024年度の種付け料は2000万円となり、繋養されている種牡馬の中では最高額となった。

### 産駒の活躍
産駒は、2021年夏から出走開始。初年度産駒から複数の活躍馬を輩出し、多数の重賞タイトルを獲得している。
初年度産駒のイクイノックスは、2021年秋の東京スポーツ杯2歳ステークス（GII）で産駒初の重賞優勝を成し遂げて、翌2022年クラシック戦線の有力馬となった。2022年は史上4頭目となる天皇賞（秋）親仔制覇を達成し、有馬記念でも父仔制覇を達成した。イクイノックスはこの年の年度代表馬に選出され、史上5例目となる親仔年度代表馬受賞を達成した。
イクイノックスは引退までにGI級競走6勝を挙げ、キタサンブラックは自身と産駒が共にGI6勝以上を達成した日本競馬史上3頭目の競走馬となった。
産駒のクラシック制覇は初年度産駒では達成できなかったが、2年目産駒のソールオリエンスが皐月賞を勝利したことで達成した。また、4年目の産駒であるクロワデュノールが日本ダービーを優勝し、自身が勝利できなかったクラシック競走（皐月賞・日本ダービー）を産駒にて制覇することとなった。
牡牝共に重賞馬を輩出しているが、特に牡馬にG1優勝級、活躍馬が多く、2024年時点において牝馬はG1未勝利である。

## 競走成績
以下の内容は、netkeiba並びにJBISサーチの情報に基づく。
| 競走日 | 競走日 | 競走日 | 競馬場 | 競走名           | 格  | 距離 （馬場） | 頭 数 | 枠 番 | 馬 番 | オッズ （人気） | 着順 | タイム （上り3F） | 着差 | 騎手     | 斤量 [kg] | 1着馬 （2着馬）        | 馬体重 [kg] |
| ------ | ------ | ------ | ------ | ---------------- | --- | ------------- | ----- | ----- | ----- | --------------- | ---- | ----------------- | ---- | -------- | --------- | ---------------------- | ----------- |
| 2015.  | 01.    | 31     | 東京   | 3歳新馬          |     | 芝1800m（良） | 16    | 7     | 14    | 07.9（3人）     | 01着 | 01:52.3（34.2）   | -0.2 | 後藤浩輝 | 56        | （ミッキージョイ）     | 510         |
|        | 02.    | 22     | 東京   | 3歳500万下       |     | 芝2000m（良） | 14    | 5     | 7     | 48.4（9人）     | 01着 | 02:01.4（34.7）   | -0.5 | 北村宏司 | 56        | （サトノラーゼン）     | 504         |
|        | 03.    | 22     | 中山   | スプリングS      | GII | 芝1800m（良） | 12    | 1     | 1     | 12.3（5人）     | 01着 | 01:49.1（34.4）   | -0.0 | 北村宏司 | 56        | （リアルスティール）   | 504         |
|        | 04.    | 19     | 中山   | 皐月賞           | GI  | 芝2000m（良） | 15    | 4     | 7     | 09.7（4人）     | 03着 | 01:58.8（35.2）   | -0.6 | 浜中俊   | 57        | ドゥラメンテ           | 510         |
|        | 05.    | 31     | 東京   | 東京優駿         | GI  | 芝2400m（良） | 18    | 8     | 17    | 20.7（6人）     | 14着 | 02:25.5（36.8）   | -2.3 | 北村宏司 | 57        | ドゥラメンテ           | 520         |
|        | 09.    | 21     | 中山   | セントライト記念 | GII | 芝2200m（良） | 15    | 7     | 13    | 12.5（6人）     | 01着 | 02:13.8（34.9）   | -0.1 | 北村宏司 | 56        | （ミュゼエイリアン）   | 532         |
|        | 10.    | 25     | 京都   | 菊花賞           | GI  | 芝3000m（良） | 18    | 2     | 4     | 13.4（5人）     | 01着 | 03:03.9（35.0）   | -0.0 | 北村宏司 | 57        | （リアルスティール）   | 530         |
|        | 12.    | 27     | 中山   | 有馬記念         | GI  | 芝2500m（良） | 16    | 6     | 11    | 08.4（4人）     | 03着 | 02:33.1（35.1）   | -0.1 | 横山典弘 | 55        | ゴールドアクター       | 526         |
| 2016.  | 04.    | 03     | 阪神   | 産経大阪杯       | GII | 芝2000m（良） | 11    | 6     | 7     | 06.2（5人）     | 02着 | 01:59.3（33.6）   | -0.0 | 武豊     | 58        | アンビシャス           | 524         |
|        | 05.    | 01     | 京都   | 天皇賞（春）     | GI  | 芝3200m（良） | 18    | 1     | 1     | 04.5（2人）     | 01着 | 03:15.3（35.0）   | -0.0 | 武豊     | 58        | （カレンミロティック） | 524         |
|        | 06.    | 26     | 阪神   | 宝塚記念         | GI  | 芝2200m（稍） | 17    | 2     | 3     | 05.0（2人）     | 03着 | 02:12.8（36.8）   | -0.0 | 武豊     | 58        | マリアライト           | 536         |
|        | 10.    | 10     | 京都   | 京都大賞典       | GII | 芝2400m（良） | 10    | 1     | 1     | 01.8（1人）     | 01着 | 02:25.5（33.6）   | -0.0 | 武豊     | 58        | （アドマイヤデウス）   | 538         |
|        | 11.    | 27     | 東京   | ジャパンC        | GI  | 芝2400m（良） | 17    | 1     | 1     | 03.8（1人）     | 01着 | 02:25.8（34.7）   | -0.4 | 武豊     | 57        | （サウンズオブアース） | 536         |
|        | 12.    | 25     | 中山   | 有馬記念         | GI  | 芝2500m（良） | 16    | 1     | 1     | 02.7（2人）     | 02着 | 02:32.6（35.8）   | -0.0 | 武豊     | 57        | サトノダイヤモンド     | 536         |
| 2017.  | 04.    | 02     | 阪神   | 大阪杯           | GI  | 芝2000m（良） | 14    | 4     | 5     | 02.4（1人）     | 01着 | 01:58.9（34.3）   | -0.1 | 武豊     | 57        | （ステファノス）       | 540         |
| 0000.  | 04.    | 30     | 京都   | 天皇賞（春）     | GI  | 芝3200m（良） | 17    | 2     | 3     | 02.2（1人）     | 01着 | R3:12.5（35.3）   | -0.2 | 武豊     | 58        | （シュヴァルグラン）   | 536         |
|        | 06.    | 25     | 阪神   | 宝塚記念         | GI  | 芝2200m（稍） | 11    | 8     | 10    | 01.4（1人）     | 09着 | 02:12.7（36.9）   | -1.3 | 武豊     | 58        | サトノクラウン         | 542         |
|        | 10.    | 29     | 東京   | 天皇賞（秋）     | GI  | 芝2000m（不） | 18    | 4     | 7     | 03.1（1人）     | 01着 | 02:08.3（38.5）   | -0.0 | 武豊     | 58        | （サトノクラウン）     | 542         |
|        | 11.    | 26     | 東京   | ジャパンC        | GI  | 芝2400m（良） | 18    | 2     | 4     | 02.1（1人）     | 03着 | 02:23.9（35.3）   | -0.2 | 武豊     | 57        | シュヴァルグラン       | 542         |
|        | 12.    | 24     | 中山   | 有馬記念         | GI  | 芝2500m（良） | 16    | 1     | 2     | 01.9（1人）     | 01着 | 02:33.6（35.2）   | -0.2 | 武豊     | 57        | （クイーンズリング）   | 540         |

- タイム欄のRはレコード勝ちを示す。

## 種牡馬成績

### 年度別成績
| 年     | 種付料（万円） | 増減 | 種付頭数 | 出産頭数 |
| ------ | -------------- | ---- | -------- | -------- |
| 2018年 | 500            | -    | 130      | 84       |
| 2019年 | 400            | 100  | 110      | 82       |
| 2020年 | 400            | 0    | 92       | 55       |
| 2021年 | 300            | 100  | 102      | 72       |
| 2022年 | 500            | 200  | 177      |          |
| 2023年 | 1000           | 500  | 242      |          |
| 2024年 | 2000           | 1000 |          |          |

### 重賞優勝産駒一覧

#### GI級競走優勝産駒
太字強調は、GI級競走を表す。また外国重賞には、その競走が行われた場所の国旗を充てる。
- 2019年産
  - イクイノックス（牡、母父:キングヘイロー、2021年東京スポーツ杯2歳ステークス、2022年・2023年天皇賞（秋）、2022年有馬記念、2023年ドバイシーマクラシック、宝塚記念、ジャパンカップ）[135]
  - ウィルソンテソーロ（牡、母父:Uncle Mo、2023年かきつばた記念、マーキュリーカップ、白山大賞典、2024年JBCクラシック）[147]
  - エコロデュエル（牡、母父:Giant's Causeway、2023年京都ジャンプステークス、2025年中山グランドジャンプ）[148]
- 2020年産
  - ソールオリエンス（牡、母父:Motivator、2023年京成杯、皐月賞）[149]
- 2022年産
  - クロワデュノール（牡、母父:Cape Cross、2024年東京スポーツ杯2歳ステークス、ホープフルステークス、2025年東京優駿）

#### グレード制重賞優勝馬
- 2019年産
  - ガイアフォース（牡、母父:クロフネ、2022年セントライト記念）[150]
- 2020年産
  - ラヴェル（牝、母父:ダイワメジャー、2022年アルテミスステークス、2024年チャレンジカップ）[151]
  - スキルヴィング（牡、母父:シンボリクリスエス、2023年青葉賞）[152]
  - アンクルブラック（牡、母父:ダンスインザダーク、2025年京都ハイジャンプ）
- 2021年産
  - クリスマスパレード（牝、母父:Blame、2024年紫苑ステークス）[153]
  - アドマイヤマツリ（牝、母父:アドマイヤムーン、2025年福島牝馬ステークス）[154]
- 2022年産
  - サトノカルナバル（牡、母父:Numerous、2024年函館2歳ステークス）[155]
  - ピコチャンブラック（牡、母父:ネオユニヴァース、2025年スプリングステークス）

#### 地方重賞優勝馬
- 2019年産
  - ウン（牡、母父:マリブムーン、2022年オパールカップ）[156]
  - オディロン（牡、母父:Piroval、2025年白鷺賞）[157]

## 特徴・評価

### 身体面
キタサンブラックは、母の父がサクラバクシンオーにもかかわらず、中長距離で活躍した。サクラバクシンオー産駒の中長距離の実績が乏しいことから短距離専門のイメージが浸透していたが、キタサンブラックはそのイメージを覆していた。軍土門隼夫によれば、母が長距離馬アンバーシャダイの全妹であることから、サクラバクシンオーは走っていないだけで、本来は短距離に留まらず、もっと長い距離もこなせるポテンシャルがあると考える者も少なくはなかったという。このスタミナはサクラバクシンオーを経由して継承され、キタサンブラックで開花したと考えられている。
2015年11月時点において、母の父サクラバクシンオーの産駒は288勝を挙げていたが、うち214勝がマイル以下である一方芝2000メートル以上は5頭による12勝に留まっており活躍は短距離に偏っていた。この5頭のうちの2頭がキタサンブラックとその半兄のショウナンバッハである。
1歳年上のショウナンバッハも、同様にサクラバクシンオー産駒の傾向に逆らい長距離で活躍したが、キタサンブラックが短距離に強いというイメージが強い母父サクラバクシンオー産駒の常識を覆し、長距離の適性を公に認めさせるには時間がかかった。出走するたびに距離不安説が囁かれており、特に菊花賞前には複数の解説者に母父サクラバクシンオーの存在を根拠に距離適性を懸念されていた。それを聞いた北島は「俺の馬はサクラバクシンオーじゃねぇ」と思い、腹を立てていた。北島には元から距離不安などなく、長距離をこなす自信があったという。
キタサンブラックは、距離不安説を払拭するまでは実績の割に人気を得られなかった。デビューからしばらくは東京優駿を除いて3着以内、馬券圏内を外さない安定した戦績を残したが、それでも支持されなかった。初の1番人気は長距離GI2勝馬として迎えたキャリア12戦目の京都大賞典である。
距離不安説を拭い去った後は、反対に距離不足説も盛んに取り上げられた。天皇賞（春）やジャパンカップを優勝しステイヤーとしての地位を確立した2017年には中距離の大阪杯に出走しているが、この際はスタミナ優位なステイヤーのイメージが浸透して、スピードやキレ不足が懸念されていた。しかし大阪杯を優勝し、天皇賞（春）ではレコードタイムで駆け、自身のスピード能力を証明し、周囲が持つイメージを複数回覆していた。清水は適性について「走れと言われたら、ダートでも戦える」マイルの「安田記念に行ったら、めっちゃ走りそうですね。むしろ適性がわからないぐらい」と評している。
キタサンブラックはブラックタイドを引き継いで大柄だった。清水は「馬格があって品のある馬」と評している。デビュー時点で既に510キログラム有ったが、ハードトレーニングを重ねるうちに筋肉が増大して530キログラムまで成長し、
最終的に菊花賞、大阪杯天皇賞（秋）、有馬記念の複数のG1タイトルで優勝馬の最高馬体重記録を更新した。

### 知能・精神面
キタサンブラックがその血統にもかかわらず、長距離をこなすことができたのは、キタサンブラック自身が落ち着いた性格だったためとされている。どんな距離でも引っ掛かることなく、折り合いをつけて走ることが可能だった。
母の父サクラバクシンオーがスプリンターになったきっかけは、気が強すぎるところがあったからであった。気が強く推進力があることは、一本調子のスプリント戦では有利に働くが、距離が長くなり緩急が加わると引っ掛かり、対応は困難だった。しかしキタサンブラックは、サクラバクシンオーの気の強さをそっくりそのままには受け継がなかった。

## エピソード

### 北島三郎

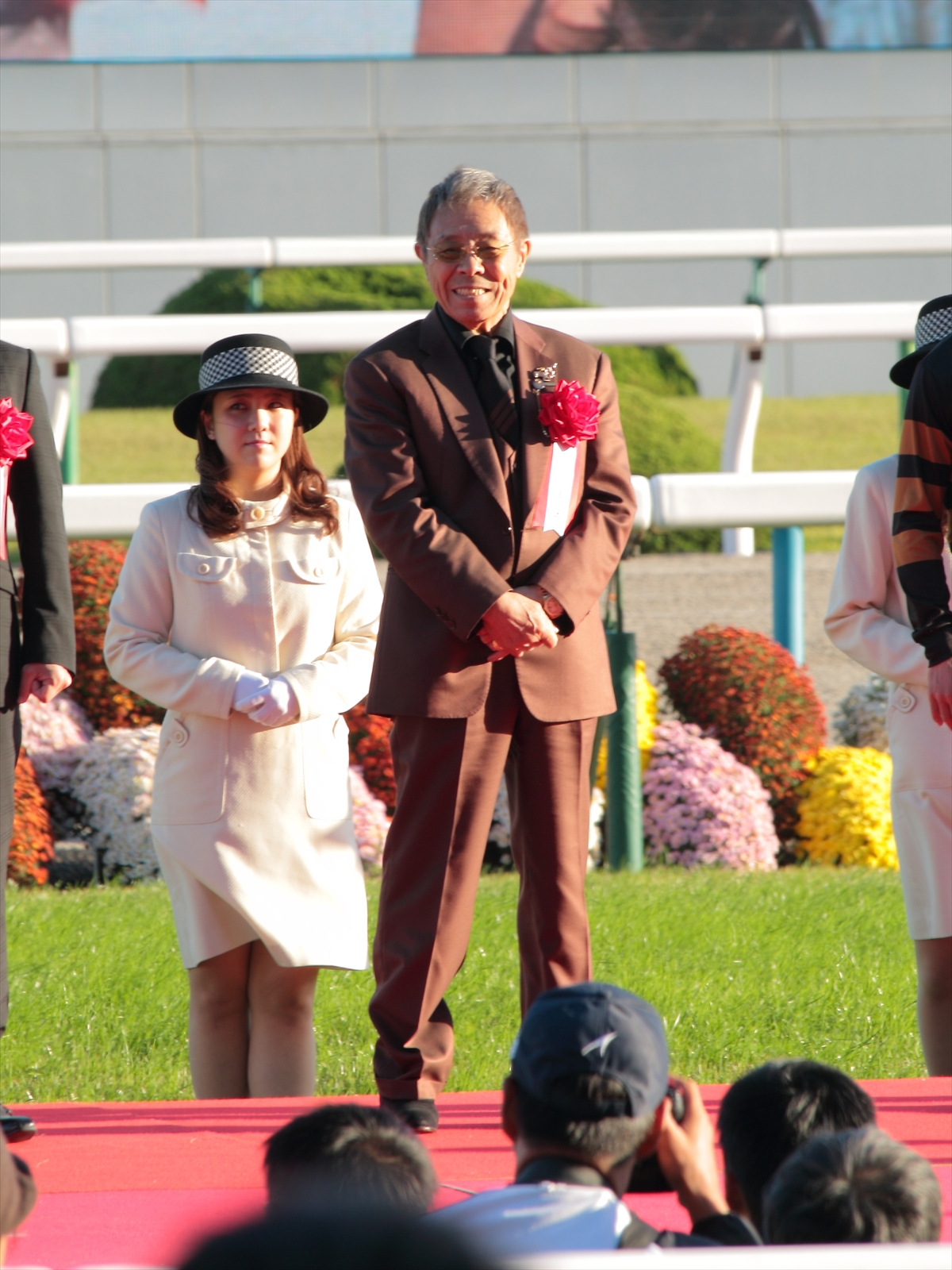
北島三郎（2015年）

北島三郎は、2013年に紅白歌合戦を卒業し、2015年1月に劇場の座長公演を終了するなど一線から身を引き始めていたが、キタサンブラックはその直後の2015年1月31日にデビューした。当初は東京都八王子の自宅で観戦するつもりだったが、当日朝に思い立ち東京競馬場に出向き、キタサンブラックのデビュー戦優勝を現地で見届けた。翌2016年には頚椎症性脊髄症の手術や目の手術などするなど体調が万全ではなかったが、キタサンブラックの活躍が心の支えになったと述べている。
北島の所有馬のクラシック参戦はキタサンブラックが通算5頭目の挑戦だった。GIでは、2001年阪神ジュベナイルフィリーズのキタサンヒボタン4着が長らく最高だったが、キタサンブラックの菊花賞制覇で達成された。
2015年の菊花賞には、事前に東京都浅草の待乳山聖天や早稲田の穴八幡宮に出向いて必勝祈願を行い、当日同行するスタッフ全員に購入したお守りを配布し、黒いスーツと勝負服と同じ色合いのネクタイを用意して挑んだ。これ以降もキタサンブラックがGI競走に出走する際には必ず同様のゲン担ぎを行い、天皇賞（春）連覇に繋がった。
GIを4勝することになる2017年当初は、翌2018年の現役続行も考えていたという。しかし春のGIを2勝するなどして、人気種牡馬になる目算も見え始めていた。馬主歴半世紀以上でようやく巡り合えた優駿を手放すことは容易ではなかった。しかしこれまでの人生経験から、引き際が重要という考えに至っていた。種牡馬としてなど、キタサンブラックの将来を考えたうえでの決断だった。

### まつり
キタサンブラックが優勝すると、レース後に北島三郎は競馬場の観衆の前に立ち、持ち歌である『まつり』の替え歌をワンフレーズ披露するようになった。勝利を積み重ねたために、やがて『まつり』披露は恒例になっていった。
キタサンブラックが成り上がり、GI戦線に臨むにあたって、北島は軽い気持ちで「GI勝ったら歌っちゃうよ」「1着なら『まつり』に決まってる」というように宣言したところ、多くの方々から期待の声を集めたことがきっかけだった。実際にキタサンブラックがGI競走初優勝を果たした2015年の菊花賞では、スタンド前のお立ち台で行われた北村宏司騎手のインタビュー後、北島もお立ち台に上がってインタビューに参加し、「公約したんですよね」「歌うよ!」と宣言して、ファンに手拍子を促し、アカペラで『まつり』のサビを替え歌にしてワンフレーズを披露した。
この菊花賞が日本競馬史上初めてとなる馬主のお立ち台での歌唱事例となった。北島は、紅白歌合戦のトリより緊張したという。菊花賞に続く有馬記念では3着に敗れたものの歌唱している。中山競馬最終競走終了後の有馬記念回顧イベントにサプライズ出演して『まつり』をカラオケに沿ってフルコーラスで歌い、終いを「これが有馬のまつりだよ～」と歌い上げた。
翌2016年春は、武豊と初コンビを組んだ始動戦の産経大阪杯は2着、武は「せっかく練習したのに歌えんかった」とジョークを飛ばしていた。しかし続く天皇賞（春）を優勝、レース後にはスタンドから『まつり』コールが発生していた。北島は、予告していなかったがコールに応えて披露し、終いを「今日は豊さんのまつりだよ」に変えて歌唱した。そして暮れの有馬記念は、2着に敗れたものの再び終了後の有馬記念回顧イベントで歌唱。前年3着からの2着だったために北島は「あと1年はこの馬も頑張る。来年は1着だ」と宣言し、さらにフランスでの歌唱を、つまり凱旋門賞挑戦の意欲も見せていた。
しかし続く2017年、暮れの有馬記念を優勝するまで取っておくという理由で、『まつり』を封印し、引退レースの有馬記念を優勝するまで歌唱しなかった。直後に行われた中山競馬場のお別れセレモニーにて1年ぶりの『まつり』を歌唱し、武も口ずさむ形で初めて参加していた。またこのセレモニーでは『まつり』に限らず、新曲の『ありがとう キタサンブラック』を初披露。「泣いちゃうから」と収録音源を流していた。当初は引退式で披露するはずだったが前倒しでの披露となった。
翌2018年1月の引退式では、主催者は、馬が主役であることを根拠に『まつり』披露はないと告知をしていた。しかし北島は、ファンを前に「生歌を聴かせないわけにはいかない」としてサプライズで歌唱をした。また『ありがとう キタサンブラック』の収録音源も再度披露されていた。

### ハードトレーニング
キタサンブラックは、清水厩舎独特のハードトレーニングで鍛えられた。中学生時代は大阪の名門陸上部で長距離選手として在籍していた清水は、疲労が出るまで鍛えることが、成長への早道だという考えの持ち主だった。そのため練習後のケアを考慮しつつも、キタサンブラックを攻めに攻めて成長を促していた。
成長の要因は、キタサンブラックが頑丈な体の持ち主で、清水のそのハードトレーニングに応え続ける才能に恵まれていたことだった。性格はおとなしく、調教の妨げになるような行動をしなかった。しかし気持ちのスイッチは自由自在で、騎手の要求にすぐに反応して駆けることができる賢さがあった。また、体が柔らかく、多少の変化にも動じない図太さがあった。おとなしさと賢さなどを併せ持つため、消耗が少なく済み、故障のリスクは少なかった。
また、調教量が増えるなどを感じると、出走直前であることを察して飼葉の量を減らすなど、人間の手を煩わせずとも自ら体を仕上げることが可能だった。清水は「本当に鍛えがいのある馬」であると述べている。
3歳秋、クラシック最終戦の菊花賞を目指す過程において、負荷が大きいとされている栗東トレーニングセンターのCウッドコースを1周半から2周半させたり、Cウッドコースから坂路走破させたりという内容のかなりハードなメニューを行った。始動戦のセントライト記念は仕上がり途上でありながら優勝し、本番の菊花賞も良い状態で迎えて優勝した。翌年の4歳もそのハードトレーニングに応え続け、本格化を果たしていた。
現役最終年の大阪杯には栗東坂路コース走破1日3本を三度こなして臨み、優勝を果たした。ただし、引退を決めて臨んだ最後の秋は、坂路三本というようなハードトレーニングはせず、状態維持や調整を重視して仕上げられた。秋の古馬三冠競走を全うするために、そして北島は特に有馬記念優勝を所望していたために、最終戦までを考慮しながらできる限り良い状態に仕上げる工夫がなされた。最終追い切りを馬なりに留めるなど負荷こそ軽くしていた。清水は仕上げに抜かりはないと考えていた。雨中の天皇賞（秋）を経たジャパンカップは3着に敗れたが、状態面には自信を持っていた。

## 定量的評価

### 獲得賞金
JRA獲得賞金
競走馬生活晩年、2017年の大阪杯を優勝してゼンノロブロイを追い抜いて歴代8位となり、続く天皇賞（春）も優勝してオルフェーヴルまで追い抜いて歴代5位となった。そして秋の天皇賞（秋）を優勝してディープインパクトまで追い抜き歴代2位、さらに有馬記念も優勝してテイエムオペラオーを抜き、引退レースで歴代1位に浮上、最多獲得賞金記録を樹立した。
獲得賞金の加算推移
| JRA獲得賞金（3歳以上） |      |                  |        |                                       |                        |         |
| 年度                   | 順位 | 獲得賞金額       | 成績   | 勝ち鞍（太字強調はGI競走）            | 1位                    | 出典    |
| 2015                   | 04位 | 03億5557万3000円 | 8戦5勝 | 菊花賞、スプリングS、セントライト記念 | ラブリーデイ           | [ 202 ] |
| 2016                   | 01位 | 07億1193万0000円 | 6戦3勝 | 天皇賞（春）、ジャパンC、京都大賞典   | （サトノダイヤモンド） | [ 203 ] |
| 2017                   | 01位 | 08億0934万0000円 | 6戦4勝 | 大阪杯、天皇賞（春・秋）、有馬記念    | （シュヴァルグラン）   | [ 204 ] |
| 合計                   | 合計 | 18億7684万3000円 |        |                                       |                        |         |

GI1勝に留まった2015年こそ4位だったが、出走レースすべてで上位にあり続け、天皇賞（春）とジャパンカップを優勝した翌2016年には、7億円超えを果たして年間賞金王となった。1994年クラシック三冠、有馬記念優勝を果たしたナリタブライアン、2000年全勝、GI5勝「秋の古馬三冠」も果たしたテイエムオペラオー、2006年全勝、GI4勝を挙げたディープインパクト、2011年クラシック三冠、有馬記念優勝を果たしたオルフェーヴルに続いて史上5頭目となる7億円越えを果たしていた。
さらに2017年にも、GI4勝を挙げて再び年間賞金王に君臨。シンボリルドルフ、スペシャルウィーク、ディープインパクトに続いて史上4頭目となる2年連続賞金王に輝いた。獲得賞金8億円は、2000年テイエムオペラオーの10億円に次いで史上2位となる年間獲得賞金だった。

### 勝利数
JRAGI勝利数
| 勝利数 | 生年 | 性 | 競走馬名           | JRAGI勝ち鞍 |
| ------ | ---- | -- | ------------------ | --- |
| 7勝    | 1981 | 牡 | シンボリルドルフ   | 84年クラシック三冠（皐月賞、東京優駿、菊花賞）、有馬記念 85年天皇賞（春）、ジャパンカップ、有馬記念                     |
| 7勝    | 1996 | 牡 | テイエムオペラオー | 99年皐月賞 00年天皇賞（春）、宝塚記念、天皇賞（秋）、ジャパンカップ、有馬記念 01年天皇賞（春）                          |
| 7勝    | 2002 | 牡 | ディープインパクト | 05年クラシック三冠（皐月賞、東京優駿、菊花賞） 06年天皇賞（春）、宝塚記念、ジャパンカップ、有馬記念                     |
| 7勝    | 2004 | 牝 | ウオッカ           | 06年阪神ジュベナイルフィリーズ 07年東京優駿 08年安田記念、天皇賞（秋） 09年ヴィクトリアマイル、安田記念、ジャパンカップ |
| 7勝    | 2012 | 牡 | キタサンブラック   | 15年菊花賞 16年天皇賞（春）、ジャパンカップ 17年大阪杯、天皇賞（春）、天皇賞（秋）、有馬記念                            |

JRA重賞勝利数
| 位 | 勝利数 | 競走馬名           | 生年 | 性 | 勝利重賞（太字強調は、八大競走及びGI級競走） |
| -- | ------ | ------------------ | ---- | -- | --- |
| 1  | 12勝   | スピードシンボリ   | 1963 | 牡 | 66年京成杯 67年アメリカJCC、目黒記念（春）、天皇賞（春）、日本経済賞 68年アルゼンチンJCC 69年目黒記念（春）、ダイヤモンドS、有馬記念 70年アメリカJCC、宝塚記念、有馬記念 |
| 1  | 12勝   | オグリキャップ     | 1985 | 牡 | 88年ペガサスS、毎日杯、京都4歳特別、NZT4歳S、高松宮杯、毎日王冠、有馬記念 89年オールカマー、毎日王冠、マイルCS 90年安田記念、有馬記念                                    |
| 1  | 12勝   | テイエムオペラオー | 1996 | 牡 | 99年毎日杯、皐月賞 00年京都記念、阪神大賞典、天皇賞（春）、宝塚記念、 京都大賞典、天皇賞（秋）、ジャパンカップ、有馬記念 01年天皇賞（春）、京都大賞典                    |
| ４ | 11勝   | ゴールドシップ     | 2009 | 牡 | 12年共同通信杯、皐月賞、神戸新聞杯、菊花賞、有馬記念 13年宝塚記念 14年阪神大賞典、宝塚記念 15年阪神大賞典、天皇賞（春）                                                  |
| 5  | 10勝   | ニホンピロウイナー | 1980 | 牡 | 82年デイリー杯3歳S 83年きさらぎ賞、CBC賞 84年朝日チャレンジC、スワンS、マイルCS 85年読売マイラーズC、京王杯SC、安田記念、マイルCS                                        |
| 5  | 10勝   | シンボリルドルフ   | 1981 | 牡 | 84年弥生賞、皐月賞、東京優駿、セントライト記念、菊花賞、有馬記念 85年日経賞、天皇賞（春）、ジャパンカップ、有馬記念                                                      |
| 5  | 10勝   | ディープインパクト | 2002 | 牡 | 05年弥生賞、皐月賞、東京優駿、神戸新聞杯、菊花賞 06年阪神大賞典、天皇賞（春）、宝塚記念、ジャパンカップ、有馬記念                                                        |
| 5  | 10勝   | キタサンブラック   | 2012 | 牡 | 15年スプリングS、セントライト記念、菊花賞 16年天皇賞（春）、京都大賞典、ジャパンカップ 17年大阪杯、天皇賞（春）、天皇賞（秋）、有馬記念                                  |

### レーティングによる評価

#### 国際的評価
| ワールド・ベスト・レースホース・ランキング |      |        |      |      |          |          |          |          |          |       |
| 年度 | 順位 | レート | 部門 | 部門 | コラム別 | コラム別 | コラム別 | コラム別 | コラム別 | 出典  |
| 年度 | 順位 | レート | 距   | 場   | S        | M        | I        | L        | E        | 出典  |
| 2015 | 97位 | 117    | LE   | 芝   |          |          |          | 117      | 117      | [ 6 ] |
| 2016 | 12位 | 123    | L    | 芝   |          |          |          | 123      |          | [ 7 ] |
| 2017 | 09位 | 124    | L    | 芝   |          |          |          | 124      |          | [ 8 ] |
| 〔注〕距離およびコラムの「SMILE」は、それぞれ下記の距離区分の略号。 - S = Sprint（短距離）: 1000 - 1300 m、北米は1000 - 1599 m - M = Mile（マイル）: 1301 - 1899 m、北米は1600 - 1899 m - I = Intermediate（中距離）: 1900 - 2100 m - L = Long（長距離）: 2101 - 2700 m - E = Extended（超長距離）: 2701 m - |      |        |      |      |          |          |          |          |          |       |

#### 日本国内での評価
| JPNサラブレッドランキング |       |      |         |                     |                      |          |          |          |          |          |                      |                      |         |
| 年度                      | 部門  | 部門 | 順位    | レート ポンド (lb)  | キログラム 換算 (kg) | コラム別 | コラム別 | コラム別 | コラム別 | コラム別 | 部門最高（次点）評価 | 部門最高（次点）評価 | 出典    |
| 年度                      | 齢    | 場   | 順位    | レート ポンド (lb)  | キログラム 換算 (kg) | S        | M        | I        | L        | E        | 馬名                 | コラム/数            | 出典    |
| 2015                      | 3歳   | 芝   | 2位     | 117                 | 53.0                 |          |          |          | 117      | 117      | ドゥラメンテ         | L/121                | [ 207 ] |
| 2016                      | 4歳上 | 芝   | 2位タイ | 123                 | 55.5                 |          |          |          | 123      | 117      | エイシンヒカリ       | M/127                | [ 208 ] |
| 2016                      | 4歳上 | 芝   | 2位タイ | 123                 | 55.5                 | モーリス | I/127    |          | 123      | 117      |                      |                      | [ 208 ] |
| 2016                      | 4歳上 | 芝   | 2位タイ | 同2位サトノクラウン | 同2位サトノクラウン  | モーリス | I/127    |          |          |          | 123                  |                      | [ 208 ] |
| 2017                      | 4歳上 | 芝   | 1位     | 124                 | 56.0                 |          |          | 123      | 124      | 121      | シュヴァルグラン     | L/123                | [ 209 ] |

### 表彰

#### JRA賞での評価
| JRA賞 |                   |      |           |                    |                |             |         |
| 年度  | 部門              | 順位 | 得票/満票 | 受賞（次点）馬     | 受賞（次点）馬 | 備考        | 出典    |
| 2015  | 年度代表馬        | -4位 | 001/291票 | モーリス           | 082票          | [ 注釈 24 ] | [ 210 ] |
| 2015  | 最優秀3歳牡馬     | 次点 | 006/291票 | ドゥラメンテ       | 142票          |             | [ 210 ] |
| 2016  | 年度代表馬        | 受賞 | 134/291票 | （モーリス）       | 090票          | [ 注釈 25 ] | [ 211 ] |
| 2016  | 最優秀4歳以上牡馬 | 受賞 | 201/291票 | （モーリス）       | 090票          |             | [ 211 ] |
| 2017  | 年度代表馬        | 受賞 | 287/290票 | オジュウチョウサン | 003票          |             | [ 212 ] |
| 2017  | 最優秀4歳以上牡馬 | 受賞 | 290/290票 | 満票選出           | 満票選出       |             | [ 212 ] |

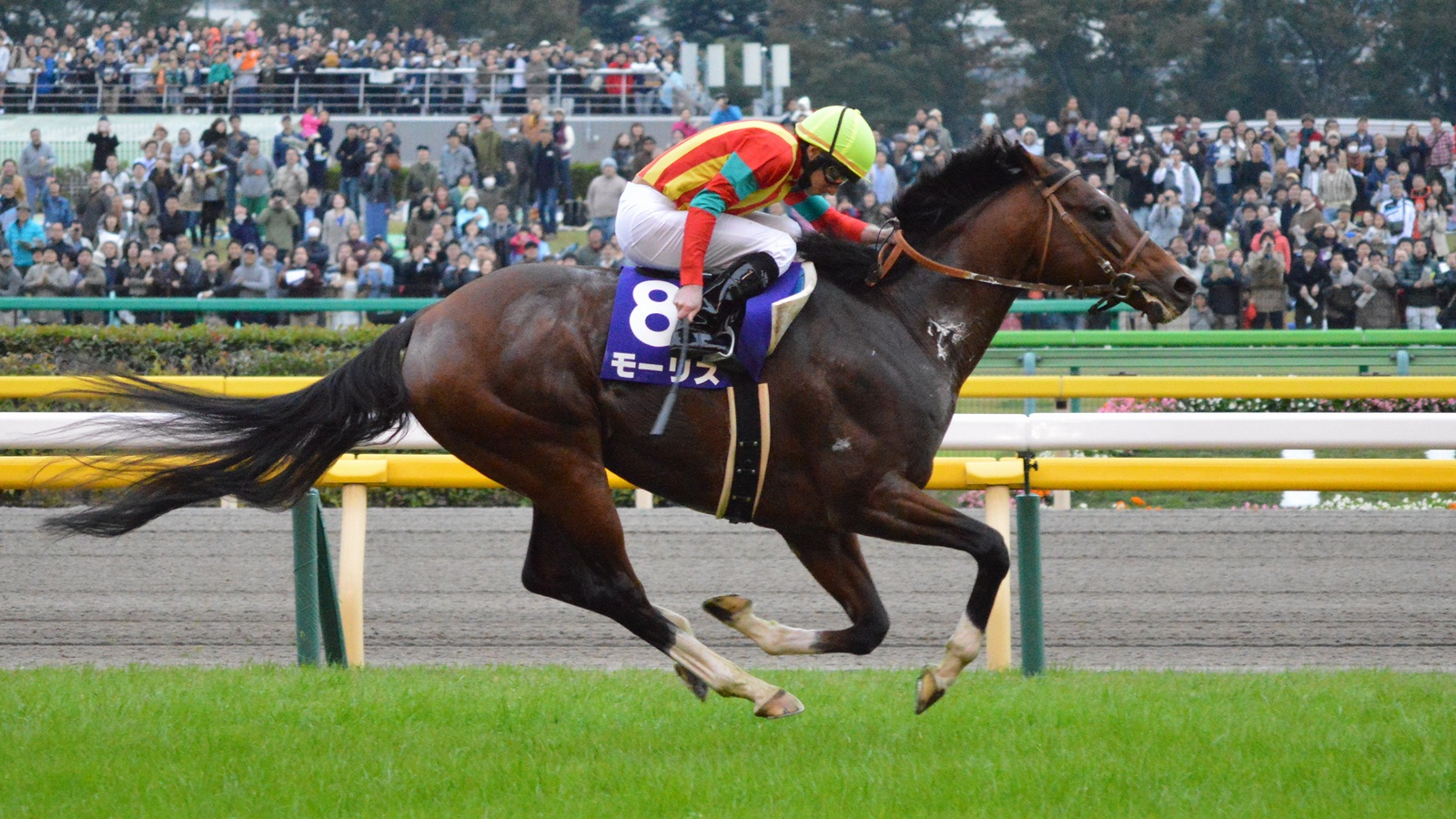
モーリス

菊花賞を優勝した2015年は、年度代表馬部門と最優秀3歳牡馬部門で票こそ得たが、少数に留まり受賞には至らなかった。しかし翌2016年、天皇賞（春）とジャパンカップを優勝しGI2勝を記録し、年度代表馬と最優秀4歳以上牡馬を受賞している。この年は、モーリスとサトノダイヤモンドもGI級競走を複数勝利しており、モーリスはキタサンブラックを上回るGI級3勝、サトノダイヤモンドは3歳ながら有馬記念でキタサンブラックを直接下して優勝していた。しかしモーリスは、うち2勝が香港のチャンピオンズマイルと香港カップだったためにインパクトに欠け、島田明宏によれば国内での取りこぼしも複数あったことも、悪く映ったという。一方のキタサンブラックは、年間通して3着以内を守り続け、サトノダイヤモンドに敗れた有馬記念も僅差の2着だった。島田によれば、この安定性が好印象に映り、受賞につながったという。
現役最終年となった2017年は、大阪杯と春秋天皇賞、有馬記念を優勝してGI4勝を記録した。対立候補も同じ平地競走にはほとんど出現せず、満票近い票を集めて年度代表馬を、満票で最優秀4歳以上牡馬を受賞した。年度代表馬部門は3票流出して満票選出とはならなかったものの、前身の優駿賞などを含めた中央競馬の年度末表彰において史上7頭目の2年連続年度代表馬に輝いた（2度目の年度代表馬受賞としては史上9頭目）。なお、2022・2023年度には産駒のイクイノックスが史上8頭目の2年連続年度代表馬となる。親子受賞としてはJRA賞以前を含めて史上5例目であり、2年連続受賞としては史上初の記録であった。

#### 顕彰馬選考における評価
| 2019 | 140 | 72.5%  | 01位 | 落選 | なし             | [ 217 ] |
| 2020 | 158 | 80.6％ | 01位 | 選出 | キタサンブラック | [ 218 ] |
| \| - 選出は投票者数の「4分の3以上（75パーセント）」の得票が必要。 - 2019年は193人、2020年196人の記者が参加。 - 記者1人あたり最大4頭に投票する権利を有する。 \| |     |        |      |      |                  |         |
| - 選出は投票者数の「4分の3以上（75パーセント）」の得票が必要。 - 2019年は193人、2020年196人の記者が参加。 - 記者1人あたり最大4頭に投票する権利を有する。       |     |        |      |      |                  |         |

初めて、JRA顕彰馬選考の対象となった2019年は、投票数二桁に留まるスペシャルウィークやモーリス、ブエナビスタなどを上回り1位となる140票を集めたが、得票率は72.5パーセントに留まり、選出に必要な75パーセントの基準に5票だけ届かず、初年度での選出は叶わなかった。しかし2020年、同じように二桁に留まるキングカメハメハやスペシャルウィーク、ブエナビスタを尻目に票を伸ばして158票を獲得。選出基準を上回る得票率80.6パーセントを記録し、2018年選出のロードカナロアに続き史上34頭目の顕彰馬となった。

##### その他の表彰
- 2015年「FUN OF THE YEAR」（馬主北島三郎が受賞）（中山馬主協会主催の「今年、最も日本中を楽しませ、勇気づけた人物、団体に贈られる賞」この年限りでサッカー選手を引退した澤穂希と同時受賞）[220]
- 2016年度関西競馬記者クラブ賞[221]
- 2017年度関西競馬記者クラブ賞[212]

### ファン投票実施競走の投票結果
| 中央競馬のファン投票レース |          |      |            |                        |              |              |         |
| 年度                       | 競走名   | 順位 | 票数       | 1位（2位）馬           | 1位（2位）馬 | 有効投票総数 | 出典    |
| 2015                       | 宝塚記念 | 36位 | 0万03633票 | ゴールドシップ         | 06万6123票   | 070万8837票  | [ 222 ] |
| 2015                       | 有馬記念 | 03位 | 09万3925票 | ゴールドシップ         | 12万0981票   | 147万5755票  | [ 223 ] |
| 2016                       | 宝塚記念 | 01位 | 08万2121票 | （ラブリーデイ）       | 06万4269票   | 101万5162票  | [ 224 ] |
| 2016                       | 有馬記念 | 01位 | 13万7353票 | （サトノダイヤモンド） | 11万7192票   | 154万3464票  | [ 225 ] |
| 2017                       | 宝塚記念 | 01位 | 10万1621票 | （サトノダイヤモンド） | 07万8566票   | 110万6746票  | [ 226 ] |
| 2017                       | 有馬記念 | 01位 | 12万4641票 | （サトノダイヤモンド） | 08万2173票   | 138万6468票  | [ 227 ] |

スプリングステークス優勝馬に過ぎない2015年の宝塚記念では36位に留まったが、菊花賞を優勝直後の有馬記念では3位となる支持を集めた。そして翌2016年、天皇賞（春）優勝直後の宝塚記念では、約8万票を集めて初めて1位となった。その後は、2016年有馬記念と2017年はいずれもファン投票で1位となり、4回連続1位を守って引退している。2017年有馬記念では、約8万票のサトノダイヤモンドに約4万票をつけた約12万票を獲得。2位との得票差は、歴代最高だった。
なかでも有馬記念では得票を伸ばし、2016年には得票率79パーセントを記録し、2006年ディープインパクトの78.7パーセントを上回り、インターネットでの投票受付を開始した1998年以降、有馬記念史上最高得票率記録を更新していた。さらに翌2017年には、その得票率を79.9パーセントまで伸ばし、自身の史上最高得票率記録をさらに更新していた。
成り上がる前の2015年の宝塚記念を除いて、ファン投票実施競走には、すべて応えて出走している。2017年、春の古馬GI3連勝が懸かった宝塚記念こそ9着大敗するも、それ以外ではすべて馬券圏内で応えていた。ただ勝利で応えたのは引退レース、挑戦3回目の有馬記念だけだった。前々年の有馬記念は3着、前年は2着、そして3年目で有馬記念「グランプリ」戴冠を果たしていた。
キタサンブラックは3回以上の挑戦が実り有馬記念を戴冠した史上3頭目の競走馬だった。また前年有馬記念2着から翌年に優勝を果たした史上6頭目の競走馬でもあった。

## 血統背景
父ブラックタイドは、ディープインパクトの全兄として知られ、初年度の種付け料においてディープインパクトが1200万円だったのに対し、ブラックタイドは50万円と、中小規模の牧場でも手が届く値段設定になっていた事から、ディープインパクトの代替種牡馬として2009年から供用されている。また小ぶりなディープインパクトに対して、充実した馬格を持っていた。
母シュガーハートは、冠名「サンライズ」で知られる松岡隆雄に所有され、中央競馬で競走馬として栗東トレーニングセンターの崎山博樹厩舎に入厩して調教が施されたが、デビューを前に屈腱炎を患い、不出走で引退。その後、梁川は馬格があり繁殖牝馬に適していると判断し、繁殖牝馬としてヤナガワ牧場に迎え入れていた。キタサンブラック以外に活躍した産駒として、2024年に青葉賞を制したシュガークン（父ドゥラメンテ）がいる。
曾祖母のテイズリーは初仔であるシーズティジー（ティズナウの父）を出産後に社台グループに購買され、祖母のオトメゴコロは吉田勝己の持ち馬で、父・母父とも社台グループの生産馬であった事など社台グループとは縁が深く、シーズディジー以外の近親には従兄（母の姉の産駒）にアドマイヤフライト（父マンハッタンカフェ、日経新春杯2着）、祖母の妹にオトメノイノリ（父サンデーサイレンス、アイビーステークス）がいる。

### 血統表
| キタサンブラックの血統 | キタサンブラックの血統 | キタサンブラックの血統 | キタサンブラックの血統 | キタサンブラックの血統                               | キタサンブラックの血統                               | キタサンブラックの血統                               | キタサンブラックの血統                               | キタサンブラックの血統                               | キタサンブラックの血統                               | キタサンブラックの血統                               | キタサンブラックの血統                               | （血統表の出典）                                     | （血統表の出典） |
| |                        |                        |                        |                                                      |                                                      |                                                      |                                                      |                                                      |                                                      |                                                      |                                                      | *Hail to Reason                                      | *Turn-to         |
| | *Nothirdchance         |                        |                        |                                                      |                                                      |                                                      |                                                      |                                                      |                                                      |                                                      |                                                      | *Hail to Reason                                      |                  |
| | Sunday Silence         | Sunday Silence         | Sunday Silence         |                                                      | Halo                                                 | Halo                                                 | Halo                                                 | *Cosmah                                              | *Cosmic Bomb                                         |                                                      |                                                      |                                                      |                  |
| * | サンデーサイレンス     | サンデーサイレンス     | サンデーサイレンス     |                                                      | Halo                                                 | Halo                                                 | Halo                                                 | *Cosmah                                              | *Almahmoud                                           |                                                      |                                                      |                                                      |                  |
| | サンデーサイレンス     | サンデーサイレンス     | サンデーサイレンス     |                                                      |                                                      |                                                      |                                                      | *Understanding                                       | *Promised Land                                       |                                                      |                                                      |                                                      |                  |
| | 1986                   | 青鹿毛                 | 米国                   |                                                      | *Pretty Ways                                         |                                                      |                                                      | *Understanding                                       |                                                      |                                                      |                                                      |                                                      |                  |
| |                        |                        |                        |                                                      |                                                      |                                                      |                                                      | Wishing Well                                         | Wishing Well                                         | Wishing Well                                         | *Mountain Flower                                     | *Montparnasse                                        |                  |
| | ブラックタイド         | ブラックタイド         | ブラックタイド         |                                                      |                                                      |                                                      |                                                      | Wishing Well                                         | Wishing Well                                         | Wishing Well                                         | *Mountain Flower                                     |                                                      | *Edelweiss       |
| | ブラックタイド         | ブラックタイド         | ブラックタイド         |                                                      |                                                      |                                                      |                                                      |                                                      |                                                      |                                                      |                                                      | *Lyphard                                             | *Northern Dancer |
| |                        |                        |                        | *Goofed                                              |                                                      |                                                      |                                                      |                                                      |                                                      |                                                      |                                                      | *Lyphard                                             |                  |
| 2001 | 黒鹿毛                 |                        |                        | Wind in Her Hair                                     | Wind in Her Hair                                     | Wind in Her Hair                                     |                                                      | Alzao                                                | Alzao                                                | Alzao                                                | *Lady Rebecca                                        | *Sir Ivor                                            |                  |
| |                        |                        | *                      | ウインドインハーヘア                                 | ウインドインハーヘア                                 | ウインドインハーヘア                                 |                                                      | Alzao                                                | Alzao                                                | Alzao                                                | *Lady Rebecca                                        | *Pocahontas                                          |                  |
| |                        |                        |                        | ウインドインハーヘア                                 | ウインドインハーヘア                                 | ウインドインハーヘア                                 |                                                      |                                                      |                                                      |                                                      | *Busted                                              | *Crepello                                            |                  |
| | 1991                   | 鹿毛                   | 愛国                   |                                                      | *Sans le Sou                                         |                                                      |                                                      |                                                      |                                                      |                                                      | *Busted                                              |                                                      |                  |
| |                        |                        |                        |                                                      | Burghclere                                           | Burghclere                                           | Burghclere                                           | *Highclere                                           | *Queen's Hussar                                      |                                                      |                                                      |                                                      |                  |
| |                        |                        |                        |                                                      | Burghclere                                           | Burghclere                                           | Burghclere                                           | *Highclere                                           | *Highlight                                           |                                                      |                                                      |                                                      |                  |
| |                        |                        |                        |                                                      |                                                      |                                                      |                                                      |                                                      |                                                      |                                                      |                                                      | *テスコボーイ                                        | *Princely Gift   |
| | *Suncourt              |                        |                        |                                                      |                                                      |                                                      |                                                      |                                                      |                                                      |                                                      |                                                      | *テスコボーイ                                        |                  |
| |                        |                        |                        |                                                      | サクラユタカオー                                     | サクラユタカオー                                     | サクラユタカオー                                     | *アンジェリカ                                        | *ネヴァービート                                      |                                                      |                                                      |                                                      |                  |
| | サクラバクシンオー     | サクラバクシンオー     | サクラバクシンオー     |                                                      | サクラユタカオー                                     | サクラユタカオー                                     | サクラユタカオー                                     | *アンジェリカ                                        | *スターハイネス                                      |                                                      |                                                      |                                                      |                  |
| | サクラバクシンオー     | サクラバクシンオー     | サクラバクシンオー     |                                                      |                                                      |                                                      |                                                      | *ノーザンテースト                                    | *Northern Dancer                                     |                                                      |                                                      |                                                      |                  |
| | 1989                   | 鹿毛                   | 日本                   |                                                      | *Lady Victoria                                       |                                                      |                                                      | *ノーザンテースト                                    |                                                      |                                                      |                                                      |                                                      |                  |
| |                        |                        |                        |                                                      |                                                      |                                                      |                                                      | サクラハゴロモ                                       | サクラハゴロモ                                       | サクラハゴロモ                                       | *クリアアンバー                                      | *Ambiopoise                                          |                  |
| | シュガーハート         | シュガーハート         | シュガーハート         |                                                      |                                                      |                                                      |                                                      | サクラハゴロモ                                       | サクラハゴロモ                                       | サクラハゴロモ                                       | *クリアアンバー                                      |                                                      | *One Clear Call  |
| | シュガーハート         | シュガーハート         | シュガーハート         |                                                      |                                                      |                                                      |                                                      |                                                      | Judge Angelucci                                      | Judge Angelucci                                      | Judge Angelucci                                      | *Honest Pleasure                                     | *What a Pleasure |
| |                        |                        |                        | *Tularia                                             |                                                      |                                                      |                                                      |                                                      | Judge Angelucci                                      | Judge Angelucci                                      | Judge Angelucci                                      | *Honest Pleasure                                     |                  |
| 2005 | 鹿毛                   |                        |                        |                                                      |                                                      |                                                      | *                                                    | ジャッジアンジェルーチ                               | ジャッジアンジェルーチ                               | ジャッジアンジェルーチ                               | *Victorian Queen                                     | *Victoria Park                                       |                  |
| |                        |                        |                        | オトメゴコロ                                         | オトメゴコロ                                         | オトメゴコロ                                         |                                                      | ジャッジアンジェルーチ                               | ジャッジアンジェルーチ                               | ジャッジアンジェルーチ                               | *Victorian Queen                                     | *Willowfield                                         |                  |
| |                        |                        |                        | オトメゴコロ                                         | オトメゴコロ                                         | オトメゴコロ                                         |                                                      | Tizly                                                | Tizly                                                | Tizly                                                | *Lyphard                                             | *Northern Dancer                                     |                  |
| | 1990                   | 栗毛                   | 日本                   |                                                      | *Goofed                                              |                                                      |                                                      | Tizly                                                | Tizly                                                | Tizly                                                | *Lyphard                                             |                                                      |                  |
| |                        |                        |                        | *                                                    | ティズリー                                           | ティズリー                                           | ティズリー                                           | *Tizna                                               | *Trevieres                                           |                                                      |                                                      |                                                      |                  |
| |                        |                        |                        |                                                      | ティズリー                                           | ティズリー                                           | ティズリー                                           | *Tizna                                               | *Noris                                               |                                                      |                                                      |                                                      |                  |
| 父系 | 父系                   | 父系                   | 父系                   | サンデーサイレンス系                                 | サンデーサイレンス系                                 | サンデーサイレンス系                                 | サンデーサイレンス系                                 | サンデーサイレンス系                                 | サンデーサイレンス系                                 | サンデーサイレンス系                                 | サンデーサイレンス系                                 | サンデーサイレンス系                                 | （出典）         |
| 母系 | 母系                   | 母系                   | 母系                   | ファミリーナンバー：F9-g（ティズリー系（アメリカ）） | ファミリーナンバー：F9-g（ティズリー系（アメリカ）） | ファミリーナンバー：F9-g（ティズリー系（アメリカ）） | ファミリーナンバー：F9-g（ティズリー系（アメリカ）） | ファミリーナンバー：F9-g（ティズリー系（アメリカ）） | ファミリーナンバー：F9-g（ティズリー系（アメリカ）） | ファミリーナンバー：F9-g（ティズリー系（アメリカ）） | ファミリーナンバー：F9-g（ティズリー系（アメリカ）） | ファミリーナンバー：F9-g（ティズリー系（アメリカ）） | （出典）         |
| 5代内の近親交配 | 5代内の近親交配        | 5代内の近親交配        | 5代内の近親交配        | Lyphard=4×4、Northern Dancer=5×5×5                   | Lyphard=4×4、Northern Dancer=5×5×5                   | Lyphard=4×4、Northern Dancer=5×5×5                   | Lyphard=4×4、Northern Dancer=5×5×5                   | Lyphard=4×4、Northern Dancer=5×5×5                   | Lyphard=4×4、Northern Dancer=5×5×5                   | Lyphard=4×4、Northern Dancer=5×5×5                   | Lyphard=4×4、Northern Dancer=5×5×5                   | Lyphard=4×4、Northern Dancer=5×5×5                   | （出典）         |
| 上記血統表中、4桁の数字は生年を表す。国名は生産国を表す。「*」は日本へ輸入された馬を示す。太字は近親交配が行われていることを示す。 |                        |                        |                        |                                                      |                                                      |                                                      |                                                      |                                                      |                                                      |                                                      |                                                      |                                                      |                  |